# 蕉坑乡
蕉坑乡，是中华人民共和国江西省宜春市丰城市下辖的一个乡镇级行政单位。

## 行政区划
蕉坑乡下辖以下地区：
柿源庙社区、坪上村、力富村、曲源村、石桥村、瑶里村和塅里村。